# ۱۶۲ (میلادی)
۱۶۲ (میلادی) صد و شصت و دومین سال تقویم میلادی است.

## درگذشتگان
‎